# Libellud
Libellud ist ein französischer Verlag für Gesellschaftsspiele. Der Verlag wurde 2008 gegründet und ist seit 2020 Teil der Asmodee Group. Laut der Spieldatenbank Luding hat Libellud über 35 Spiele veröffentlicht (Stand: 2024).

## Veröffentlichungen (Auswahl)
- Dixit (Spiel des Jahres 2010) sowie mehrere Nachfolger und Erweiterungen
- Mysterium sowie Erweiterungen und das Kinderspiel „Mysterium: Kids“
- Obscurio
- Dice Forge
- Seasons
- Schatten: Amsterdam